# Gotalovo
Gotalovo je naselje na Hrvaškem, ki upravno spada pod občino Gola Koprivniško-križevske županije.

## Zgodovina
Naselje je bilo ustanovljeno v 19. stoletju, ko so ta kraj naselili begunci iz bližnjega Trčkovca, potem ko je njihovo naselje poplavila Drava.

## Demografija
| Pregled števila prebivalcev po letih | Pregled števila prebivalcev po letih | Pregled števila prebivalcev po letih | Pregled števila prebivalcev po letih | Pregled števila prebivalcev po letih | Pregled števila prebivalcev po letih | Pregled števila prebivalcev po letih | Pregled števila prebivalcev po letih | Pregled števila prebivalcev po letih | Pregled števila prebivalcev po letih | Pregled števila prebivalcev po letih | Pregled števila prebivalcev po letih | Pregled števila prebivalcev po letih | Pregled števila prebivalcev po letih | Pregled števila prebivalcev po letih | Pregled števila prebivalcev po letih |
| ------------------------------------ | ------------------------------------ | ------------------------------------ | ------------------------------------ | ------------------------------------ | ------------------------------------ | ------------------------------------ | ------------------------------------ | ------------------------------------ | ------------------------------------ | ------------------------------------ | ------------------------------------ | ------------------------------------ | ------------------------------------ | ------------------------------------ | ------------------------------------ |
| 1857                                 | 1869                                 | 1880                                 | 1890                                 | 1900                                 | 1910                                 | 1921                                 | 1931                                 | 1948                                 | 1953                                 | 1961                                 | 1971                                 | 1981                                 | 1991                                 | 2001                                 | 2011                                 |
| 454                                  | 515                                  | 629                                  | 729                                  | 761                                  | 826                                  | 880                                  | 839                                  | 815                                  | 798                                  | 733                                  | 629                                  | 572                                  | 478                                  | 404                                  | 344                                  |